# Erbprinzengarten

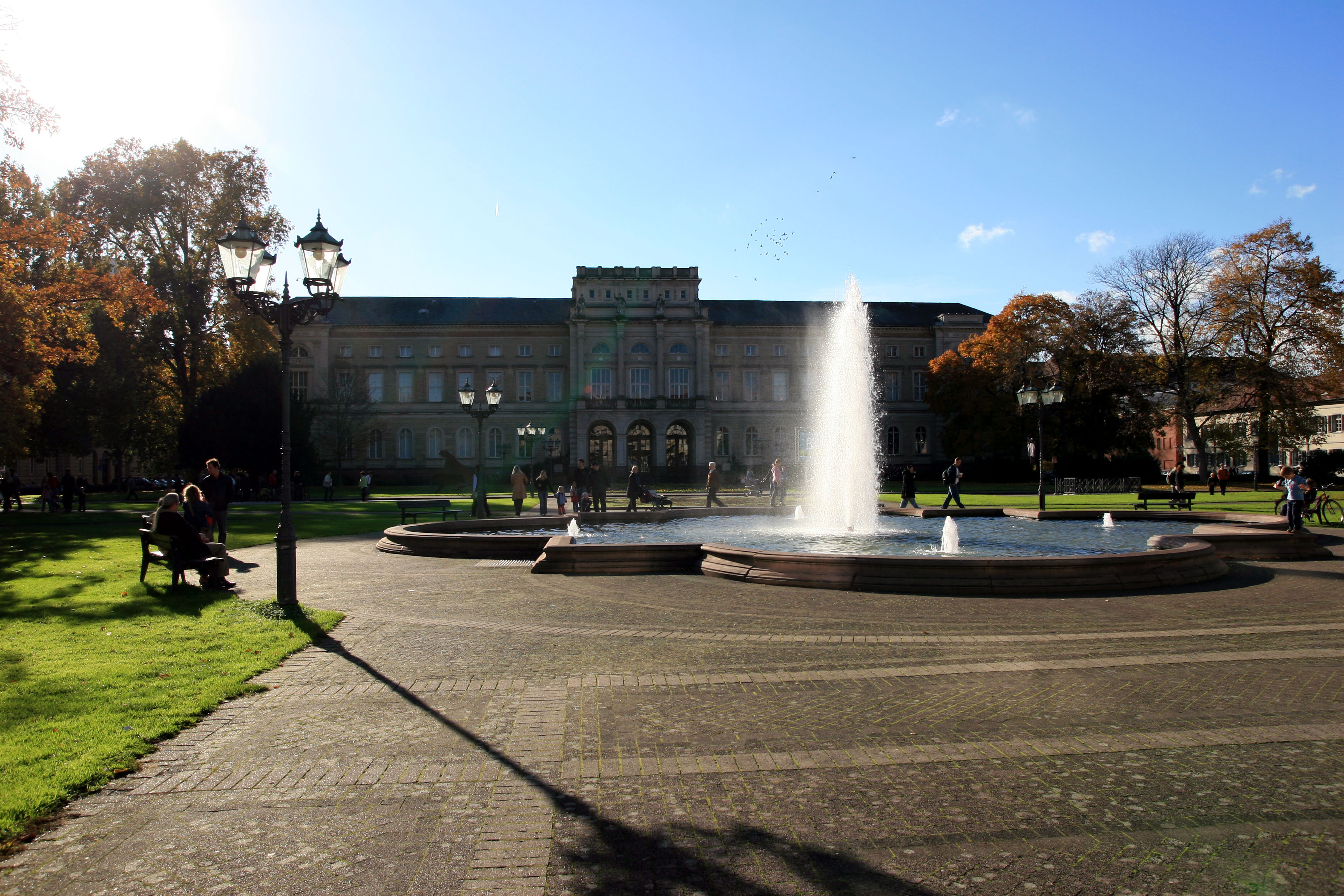
Friedrichsplatz mit dem SMNK im Hintergrund

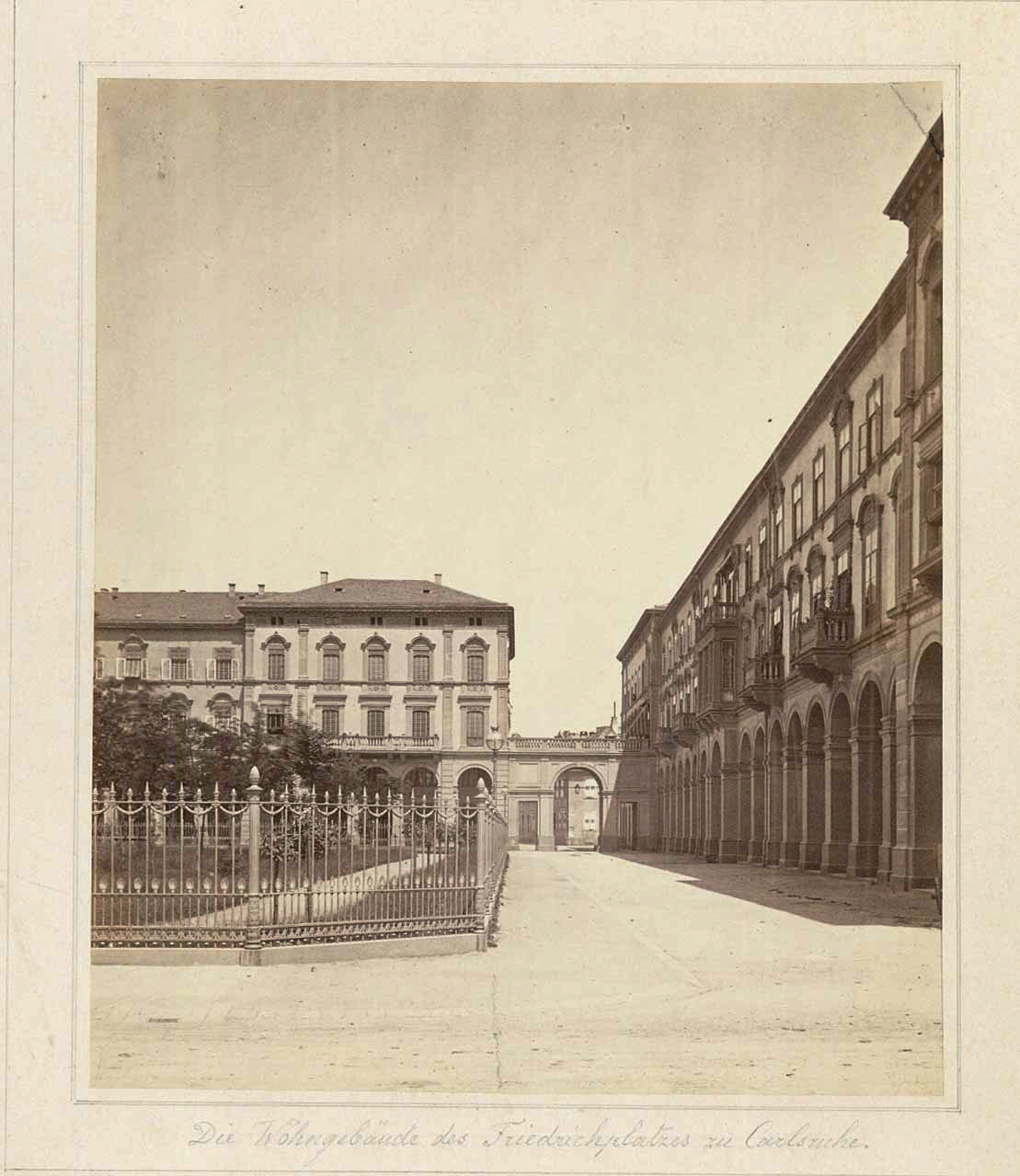
Seitliche Bebauung am ehemaligen Erbprinzengarten

Der Erbprinzengarten ist ein ehemaliges Parkgelände in der Stadtmitte von Karlsruhe. Er war ein Privatpark der städtischen Adelsgesellschaft, der in unmittelbarer Nähe zum Schloss Karlsruhe errichtet wurde.

## Geschichte
Erste Planungen für einen Park auf dem Areal des damaligen Erprinzengartens gehen auf die Idee des Markgrafen Karl Wilhelm von Baden-Durlach aus dem Jahr 1730 zum Bau einer Parkanlage im Stil eines englischen Gartens zurück. Kurz danach wurde mit dem Bau einer ersten Parkanlage begonnen.
Erbprinz Ludwig beschloss 1788 eine umfangreiche Umgestaltung der Gartenanlage und übertrug dem Garteninspektor Friedrich Schweickardt die Planungen zur Umwandlung des Areals zu einem größer dimensionierten Lustgarten. Der gesamte Bereich wurde mit einem Ha-Ha eingefriedet. Das Parkgelände war zu diesem Zeitpunkt nicht öffentlich zugänglich.
Ab 1856 gab es Überlegungen, auf dem Gebiet des Erbprinzengartens ein neues Ausstellungsgebäude für die Sammlungsbestände des markgräflich-badischen Hofes zu errichten. Zwischen den Jahren 1866 und 1872 wurde durch den Architekten Josef Berckmüller das neue Naturalienkabinett eröffnet, das heutige Staatlichen Museums für Naturkunde. Durch das nun zentral gelegene Museum wurde der Erbprinzengarten aufgelöst. Auf dem südlichen Teil des Geländes entstand bis zum Jahre 1891 der Nymphengarten, im nördlichen Teilbereich wurde der Friedrichsplatz gegründet. Beide Areale waren seitdem für die Öffentlichkeit frei zugänglich. Die diagonal vor dem Naturkundemuseum verlaufende Erbprinzenstrasse erinnert an die ursprüngliche Parkanlage.

## Gebäude
Auf dem Areal des Erbprinzengartens standen ursprünglich der für Karl Ludwig von Baden errichtete  Gotische Turm und das ebenfalls von Friedrich Weinbrenner gestaltete Amalienschlösschen für Markgräfin Amalie. Ebenfalls im Erbprinzengarten stand bis zu deren Umsetzung auf den Königsstuhl bei Heidelberg die Sternwarte Karlsruhe.